# DDR-Meisterschaften im Biathlon 1976

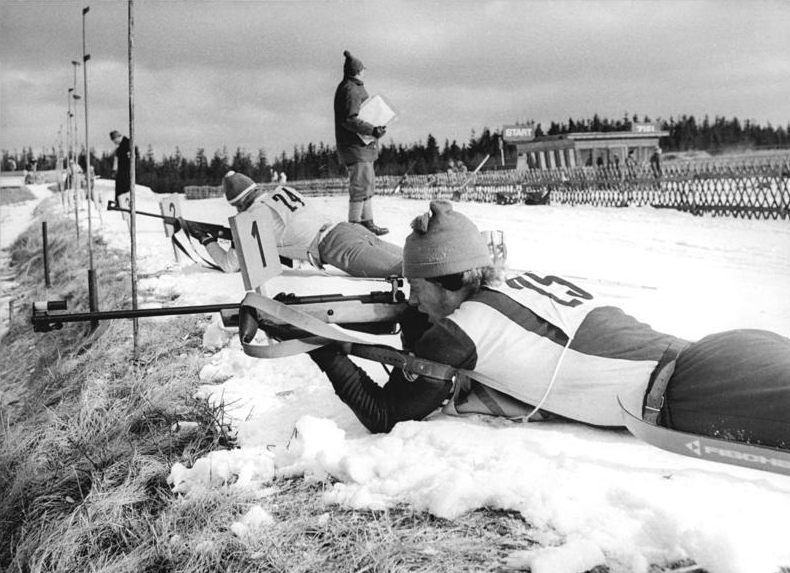
Klaus Siebert (vorn) und Karl-Heinz Menz (hinten) am Schießstand während des Einzel-Wettkampfes bei den DDR-Meisterschaften

Die DDR-Meisterschaften im Biathlon wurden 1976 zum 18. Mal ausgetragen und fanden vom 5. bis 7. März im Biathlonstadion Hofmannsloch von Zinnwald statt. Karl-Heinz Wolf gewann im Einzel seinen ersten und einzigen Titel in einem Einzelrennen, ebenso Manfred Geyer im Sprint. Während die Biathleten des ASK Vorwärts Oberhof die Einzelwettkämpfe dominierten, konnte die SG Dynamo Zinnwald den Titel im Staffelwettbewerb zum neunten Mal erringen. Der Oberhofer Geyer und der Zinnwalder Eberhard Rösch gewannen in allen drei Wettbewerben Medaillen.

## Einzel (20 km)

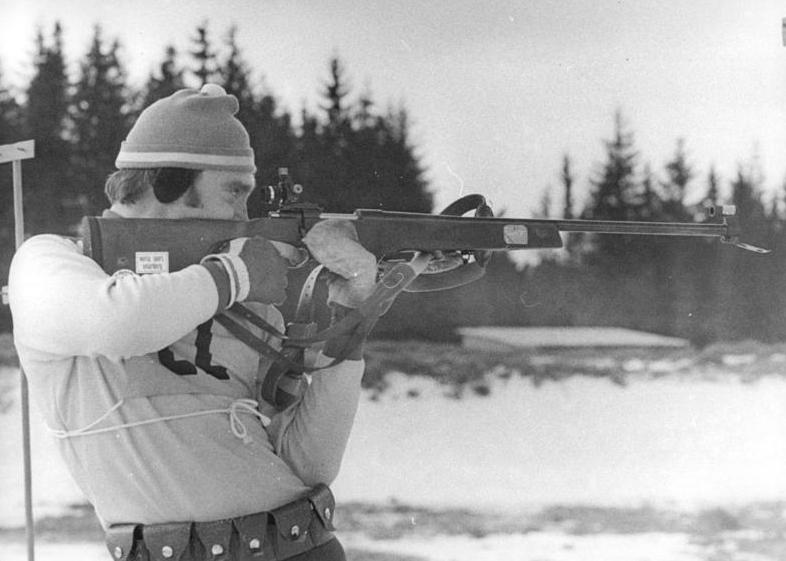
Karl-Heinz Wolf beim Einzel-Wettbewerb der DDR-Meisterschaften

| Platz | Sportler        | Verein               | Schießfehler | Zeit    |
| ----- | --------------- | -------------------- | ------------ | ------- |
| 1     | Karl-Heinz Wolf | ASK Vorwärts Oberhof | 4            | 1:14:08 |
| 2     | Manfred Geyer   | ASK Vorwärts Oberhof | 2            | 1:14:30 |
| 3     | Eberhard Rösch  | SG Dynamo Zinnwald   | 3            | 1:14:46 |
| 4     | Klaus Siebert   | SG Dynamo Zinnwald   | 6            | 1:16:20 |
| 5     | Günter Bartnik  | SG Dynamo Zinnwald   | 3            | 1:18:10 |
| 6     | Veit Schirmer   | SG Dynamo Zinnwald   | 7            | 1:20:00 |

## Sprint (10 km)
| Platz | Sportler        | Verein               | Schießfehler | Zeit  |
| ----- | --------------- | -------------------- | ------------ | ----- |
| 1     | Manfred Geyer   | ASK Vorwärts Oberhof | 1            | 36:01 |
| 2     | Eberhard Rösch  | SG Dynamo Zinnwald   | 2            | 36:17 |
| 3     | Klaus Siebert   | SG Dynamo Zinnwald   | 2            | 36:23 |
| 4     | Karl-Heinz Menz | ASK Vorwärts Oberhof | 1            | 36:55 |
| 5     | Veit Schirmer   | SG Dynamo Zinnwald   | 2            | 37:17 |
| 6     | Karl-Heinz Wolf | ASK Vorwärts Oberhof | 3            | 37:52 |

## Staffel (3 × 7,5 km)
| Platz | Verein                 | Sportler                                       | Schießfehler | Zeit    |
| ----- | ---------------------- | ---------------------------------------------- | ------------ | ------- |
| 1     | SG Dynamo Zinnwald I   | Eberhard Rösch Klaus Siebert Veit Schirmer     |              | 1:34:07 |
| 2     | ASK Vorwärts Oberhof I | Karl-Heinz Menz Karl-Heinz Wolf Manfred Geyer  |              | 1:35:20 |
| 3     | SG Dynamo Zinnwald II  | Dietmar Nitzsche Günter Bartnik Holker Lehmann |              | 1:44:04 |